# Сражение Дейда
Сражение Дейда (англ. Dade battle) или Резня Дейда (англ. Dade massacre) — небольшое сражение на территории Флориды между отрядом регулярной армии США и отрядом индейцев-семинолов, которое произошло 28 декабря 1835 года на территории современного округа Самтер. Американская армия была введена во Флориду для выселения на запад индейцев. Две роты под командованием майора Фрэнсиса Дейда направлялись из форта Брук в форт Кинг, попали в засаду и были полностью уничтожены индейцами. Лишь один человек смог вернуться в форт Брук. Сражение стало первым боевым столкновением Второй семинольской войны.

## Предыстория
9 мая 1832 года правительство США подписало с флоридскими индейцами-семинолами Договор при Пейнс-Лендинг, согласно которому индейцы должны были переселиться из резервации во Флориде на запад, а Арканзас, но основная масса семинолов не захотела переселяться, и отношения между индейцами и белыми поселенцами стали постепенно ухудшаться. 
К концу 1835 года стало очевидно, что неизбежен вооружённый конфликт, но у американцев во Флориде не хватало людей и оружия. Бригадный генерал Джозеф Эрнандес, командир ополчения Сент-Огастина, был готов защищать город, но ему пришлось просить правительство одолжить ему 500 мушкетов. Джордж Уокер, временно исполняющий обязанности губернатора,  созвал 500 добровольцев и передал их под командование бригадному генералу Ричарду Коллу. Но он не ожидал серьёзной войны и полагал, что демонстрации силы будет достаточно, и за пару недель индейцев можно будет вынудить согласиться на условия договора о переселении. Все последние недели 1835 года вооружённые отряды индейцев нападали на отдельные поселения, но крупных столкновений не происходило. Первый серьёзный бой случился 18 декабря, когда вождь Оцеола с отрядом в 50 или 60 человек напал на обоз флоридского ополчения,который охраняли 30 человек. Охранение бежало, потеряв 8 человек убитыми и 6 ранеными. Через несколько дней нападающих нашли, и они бежали, бросив всё захваченное. 
В последнюю неделю 1835 года индейцы напали на сахарные плантации южнее Сент-Огастина. К середине января сахарная индустрия Флориды была разрушена, белые бежали в город, а рабы присоединились к индейцам. В распоряжении генерала Клинча было всего 500 человек, в основном в форте Брук и в форте Дрейн. Самым уязвимым был форт Кинг, который находился в 100 милях севернее форта Брук и где стояла лишь одна маленькая рота. Связи между фортом Кинг и фортом Брук не было уже давно, и существовали опасения, что форт Кинг будет захвачен, а весь гарнизон истреблён. 21 декабря было решено отправить в форт две роты, а позже ещё две. Командовать этими ротами должен был капитан Джордж Гардинер, но у него болела жена, поэтому майор Фрэнсис Дэйд вызвался подменить его.
В отряде Дейда было 8 офицеров (включая врача) и 100 рядовых. Это была рота Гарднера (рота С 2-го артиллерийского полка), и рота Аптона Фрезера (рота В 3-го артиллерийского полка). Американские артиллеристы были обучены пехотной тактике, поэтому использовались, как пехота, хотя у них было одно 6-фунтовое орудие. Отряд следовал по дороге, проложенной через леса в 1828 году. При отряде был проводник, чернокожий раб Луис Пачеко, который, вероятно, предупредил семинолов о выступлении отряда и о его численности. 23 декабря 1835 года отряд выступил из форта Брук. Капитан Гардинер вскоре нашёл способ отправить больную жену к родственникам на корабле, и сам отправился вдогонку за отрядом.

## Сражение

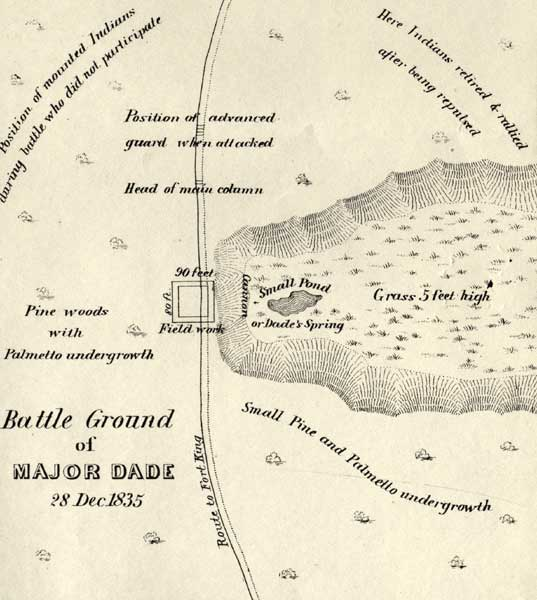
Карта местности, на которой произошло сражение

Индейцы следили за каждым шагом противника. Когда Дейд переправлялся через реку Хиллсборо он был особенно уязвим и индейцы могли напасть на него, но они ждали, когда к отряду присоединится Оцеола. Утром 28 декабря условия оказались особенно удобны для нападения: отряд Дейда в то утро не ждал нападения и шёл колонной по двое через редкий сосновый лес. Вождь Миканопи сомневался, что стоит нападать, но вожди Аллигатор и Прыгун настояли на атаке. Индейцы растянулись в линию вдоль западной стороны дороги в том месте, где с восточной стороны находился пруд. Колонна Дейда была разделена на три отряда: авангард, основную колонну и арьергард, но не имела фланкирующих отрядов. По воспоминаниям Рэнсома Кларка, Дейд как раз сказал, что они успеют с запозданием встретить Рождество, когда раздался залп. Дейд был убит наповал этим первым залпом.
Отряд Дейда не поддался панике и офицеры попытались навести порядок. Аллигатор вспоминал, что один офицер небольшого роста размахивал саблей и кричал «Проклятье!», и никакая пуля его не брала. Возможно, что это был сам капитан Гардинер. Под его, вероятно, руководством, отряд начал отступать, укрываясь за деревьями, а орудие помогало держать индейцев на расстоянии. Их огонь остановил индейцев и в сражении образовалось затишье примерно на 45 минут. За это время обороняющиеся успели построить укрепление из бревен квадратной формы. Индейцы открыли по укреплению сильный огонь, и в брёвнах потом было найдено большое количество свинцовых пуль. Обороняющиеся постепенно теряли людей, в основном от попаданий в голову и шею. Когда у орудия закончились боеприпасы, индейцы бросились в рукопашную, но были отбиты. Но к 16:00 все американцы были убиты или ранены.
Вождь Аллигатор, участник сражения, потом рассказывал: «И когда все солдаты оказались напротив нас, между нами и прудом, примерно в двадцати ярдах, Прыгун издал крик, Миканопи выстрелил первым, что было условным сигналом, и каждый индеец вскочил и выстрелил, положив на землю примерно половину белых. Пушка стреляла несколько раз, но те люди, что её заряжали, были перебиты, как только рассеялся дым; ядра пролетали высоко поверх наших голов».
По его же словам индейцы потеряли 3 человека убитыми и 5 ранеными. 
Индейцы не снимали скальпов и не грабили убитых. Они взяли только еду, одежду и боеприпасы, и ушли. После их ухода появился отряд негров, которые добили раненых и ограбили мёртвых.  Лейтенант Уильям Бессингер пытался сдаться, но был убит. Только три человека остались в живых.

## Последствия
Негры не убили только Рэнсома Кларка, чтобы он промучался дольше. Ему удалось впоследствии добраться до форта Брук и рассказать о произошедшем. Это стало единственным свидетельством о произошедшем со стороны американцев. был и ещё один спасшийся, но он вскоре умер и не оставил никаких описаний события. Выжил раб Луис Пачеко, который в первые же минуты боя скрылся и сбежал к индейцам. Спаслась и собачка капитана Гарднера. В форте Брук стали ждать нападения, но индейцы решили, что одержали крупную победу и устроили праздненство на Уаху-Свэмп. К этому мероприятию присоединился Оцеола, который рассказал, что его отряд в этот же день напал на форт Кинг и застрелил агента Томпсона.
В те же дни другой американский отряд, не зная о судьбе Дейда, выступил из форта Дрейн, и был атакован индейским отрядом на реке Уитлакучи. В сражении при Уитлакучи индейцы были отбиты, хотя и не без потерь со стороны белых. Несмотря на успех, отряд был вынужден вернуться в форт Дрейн. Это сражение заставило индейцев думать, что теперь они смогут остановить любую армию белых.
Индейцы восприняли разгром Дейда как победу, и если до сражения некоторые из них склонялись к переговорам, то теперь об этом было забыто. В белой Америке произошедшее стали называть «резнёй». Страна была потрясена этим событием. Информация проникала на север плохо и первое время газеты публиковали описание сражения со множеством ошибок. В одной газете писали про 139 убитых, в другой про 2000 индейцев и 1000 негров, а некоторые газеты публиковали просто непроверенные слухи. К концу января известия о событиях последней недели декабря достигли Вашингтона. Во Флориду был отправлен генерал Абрахам Эстис, а Конгресс выделил 620 000 долларов на войну, хотя война как таковая не объявлялась.

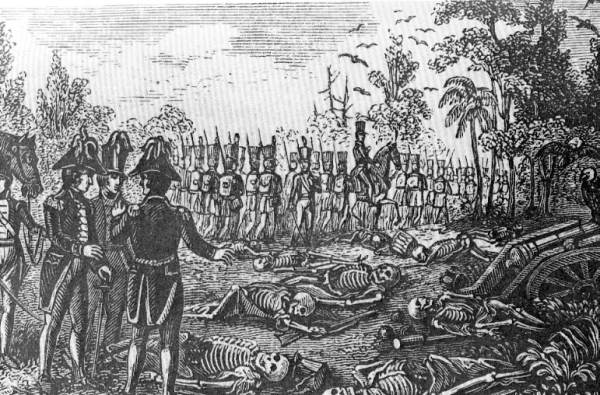
Экспедиция Гейнса находит тела отряда Дейда

9 февраля в форт Брук прибыл отряд генерала Гейнса, который не нашёл в форте запасов продовольствия, поэтому 13 февраля он выступил на север к форту Кинг, следуя по той же дороге, что и Дейд. На шестой день марша отряд Гейнса вышел на место гибели Дейда и стал первым, кто увидел место побоища. По распоряжению Гейнса найденные тела были захоронены в трёх могилах: рядовых поместили в две могилы внутри периметра укрепления, а офицеров захоронили отдельно. 6-фунтовое орудие Гейнса было найдено в озере и установлено на офицерской могиле. 22 февраля колонна пришла в форт Кинг.
18 января 1836 года во Флориде был основан округ Дейд (сейчас Майами-Дейд).

## В литературе
Уничтожение отряда Дейда описано Майн Ридом в 65-й главе его романа «Оцеола, вождь семинолов», который был написан в 1858 году. «Разгром отряда Дейда не имеет себе равного во всей истории войн с индейцами. — писал Майн Рид, — Никогда ни одно столкновение не оказывалось столь роковым для белых, участвовавших в нем».

### Статьи
- Mark F. Boyd and Joseph W. Harris. The Seminole War: Its Background and Onset (англ.) // The Florida Historical Quarterly. — Florida Historical Society, 1951. — Vol. 30, iss. 1. — P. 3-115.
- Canter Brown Jr. The Florida Crisis of 1826-1827 and the Second Seminole War (англ.) // The Florida Historical Quarterly. — Florida Historical Society, 1995. — Vol. 73, iss. 4. — P. 419-442.
- Albert Hubbard Roberts. The Dade Massacre (англ.) // The Florida Historical Quarterly. — Florida Historical Society, 1927. — Vol. 5, iss. 3. — P. 123‑138.